# Ivo Fürer
Ivo Fürer (ur. 20 kwietnia 1930 w Gossau, zm. 12 lipca 2022 tamże) – szwajcarski duchowny rzymskokatolicki, w latach 1995–2005 biskup Sankt Gallen.

## Życiorys
Święcenia kapłańskie przyjął 3 kwietnia 1954 w diecezji Sankt Gallen. W latach 1977–1995 pełnił funkcję sekretarza generalnego Rady Konferencji Episkopatów Europy (CCEE).
28 marca 1995 został nominowany na urząd ordynariusza tej diecezji. Sakry udzielił mu 5 czerwca 1995 Otmar Mäder, jego poprzednik na tej stolicy biskupiej. W kwietniu 2005 osiągnął biskupi wiek emerytalny (75 lat) i przesłał papieżowi swoją rezygnację, która została przyjęta z dniem 16 października 2005. Od tego czasu pozostawał biskupem seniorem diecezji.